# The Idolmaster
The Idolmaster (アイドルマスター, Aidorumasutā, även skrivet The Idolm@ster), är ett japanskt arkadspel från 2005. År 2007 släpptes spelet också för Xbox 360. 
Spelet går ut på att spelaren är en ung producent som arbetar på en produktionsstudio med ansvar för tio unga popidoler och målet är att göra de unga idolerna till popstjärnor. År 2008 släpptes en uppföljare, The Idolmaster: Live For You! (アイドルマスター, Aidorumasutā Raibu fō Yū). Det har sedan dess även släppts ett flertal spinoffs på spelkonceptet för olika plattformar.

## Spel i spelserien
| Spelnamn                        | Plattform                                                                         | År   |
| ------------------------------- | --------------------------------------------------------------------------------- | ---- |
| The Idolmaster                  | Arkadspel                                                                         | 2005 |
| The Idolmaster                  | Xbox 360                                                                          | 2007 |
| The Idolmaster Live For You!    | Xbox 360                                                                          | 2008 |
| The Idolmaster SP               | Playstation Portable                                                              | 2009 |
| The Idolmaster Dearly Stars     | Nintendo DS                                                                       | 2009 |
| The Idolmaster 2                | Playstation 3, Xbox 360                                                           | 2011 |
| The Idolmaster Gravure For You! | Ett expansionspaket som bland annat ger möjlighet att skapa bilder, se gravyridol | 2011 |
| The Idolmaster Cinderella Girls | Onlinespel, socialat nätverksspel (IOS, Android)                                  | 2011 |
| The Idolmaster Live in Slot!    | Spelautomat                                                                       | 2012 |
| The Idolmaster Shiny Festa      | Playstation Portable, Playstation 3, IOS                                          | 2012 |
| The Idolmaster Million Live!    | Onlinespel, socialt nätverksspel (GREE, IOS, Android)                             | 2013 |
| The Idolmaster SideM            | Onlinespel, socialt nätverksspel (IOS, Android)                                   | 2014 |
| The Idolmaster One For All      | Playstation 3                                                                     | 2014 |

## Spelupplägg
The Idolmaster är ett simulationsspel och spelupplägget är att spelaren har rollen som en ung producent som arbetar på en produktionsstudio med ansvar för nya unga popidoler. Målet är att göra de unga idolerna till popstjärnor, genom att hjälpa dem med deras musik och image så att de blir framgångsrika. I det första spelet finns det tio olika idoler som spelaren har möjlighet att arbeta med. Alla idoler har olika personligheter och egenskaper. Idolernas personlighet och relationen som byggs upp mellan idolerna och spelarens spelkaraktär, producenten, samt relationen mellan idolerna och andra karaktärer i spelet, är en aspekt av spelet.
Produktionsstudion i det första spelet kallas Studio 765. Spelaren bestämmer namn på producenten som är ens spelkaraktär och formar också genom olika val och dialoger i spelet sin spelkaraktärs personlighet.

## Idoler

### Studio 765
Idoler från Studio 765, introducerade i The Idolmaster och återkommande i efterföljande spel.
| Namn                                                   | Ålder | Beskrivning |
| ------------------------------------------------------ | ----- | --- |
| Haruka Amami 天海春香 Amami Haruka                     | 16    | Haruka är en talangfull, skötsam och snäll tjej som nära motsvarar den typiska bilden av en vanlig tjej. Hennes hobby är att sjunga och baka kakor. Hon har alltid en positiv, nyfiken och glad attityd, men är ibland väldigt klumpig och ramlar ganska ofta. Haruka är en huvudkaraktär bland idolerna. Japanska fans har skapat en version av henne med mycket mörkare personlighet som kallas Black Haruka.                                                              |
| Chihaya Kisaragi 如月千早 Kisaragi Chihaya             | 15    | Chihaya är en seriös tjej med en stark passion för musik. Hon säger själv att om hon inte skulle kunna sjunga, skulle hon inte ha anledning att leva. Hon tycker inte om att kallas idol, utan kallar sig själv för sångerska. På fritiden gillar hon att vara för sig själv och lyssna på klassisk musik. Hon har en mogen aura, men kan trots det ha mycket svårt att kommunicera med andra.                                                                               |
| Yukiho Hagiwara 萩原雪歩 Hagiwara Yukiho               | 16    | Yukiho gråter lätt och vill bli idol för att komma över sin rädsla och osäkerhet. Hon är bland annat rädd för alla slags hundar och har svårt för att träffa pojkar. Hon växte upp i ett strängt, traditionellt japanskt hushåll. Hennes val av dryck är därför oftast grönt te. En av hennes hobbyer är att skriva poesi, hon är dock för blyg för att dela sina dikter med någon.                                                                                          |
| Yayoi Takatsuki 高槻やよい Takatsuki Yayoi             | 13    | Yayoi är en glad tjej som bryr sig mycket om sina vänner och familj. Hennes familj är fattig, något som syns på Yayois enkla kläder. Yayoi är äldst av fem syskon och måste alltid hålla reda på småsyskonen. För att tjäna extra pengar brukar hon städa eller hjälpa till med andra saker på produktionsstudion. |
| Ritsuko Akizuki 秋月律子 Akizuki Ritsuko               | 18    | Ritsuko är en smart och mogen tjej som från början egentligen arbetade på Studio 765, men blivit en idol själv. Hon har koll på producenten (spelaren) och säger alltid till om hon tycker att man gör något fel. Ritsuko bär alltid glasögon och har sitt hår uppsatt i två flätor. |
| Azusa Miura 三浦あずさ Miura Azusa                     | 20    | Azusa är äldst av alla idoler i spelet. Hon är otroligt snäll och tar alltid hand om de andra som en äldre syster. Dock är hon ganska tankspridd och drömsk av sig, vilket kan orsaka problem. Azusa tycker om att läsa och spå människor. Hon tror att hon en dag kommer att finna den stora kärleken. En anledning till att hon tackade ja till att bli en idol är för att hon tror att det kan hjälpa henne att hitta denna person.                                       |
| Makoto Kikuchi 菊地真 Kikuchi Makoto                   | 16    | Makoto framstår i mycket som en pojkflicka och hennes söta pojkaktiga stil har gett henne fler kvinnliga fans än manliga. Under den tuffa och grabbig utsidan är hon dock en mjuk och snäll tjej som vill bli mer kvinnlig. Makoto försöker välja sina ord, men när hon blir arg pratar hon som en japansk high school-gangster. |
| Iori Minase 水瀬伊織 Minase Iori                       | 14    | Iori är dotter till en av studions anställda. Hon är mycket bortskämd och tvekar inte att visa det. Iori är mycket trevlig på möten och när hon uppträder men hon kan ha en mycket vass tunga när hon pratar med producenten eller andra idoler. Hon hatar att förlora och visar aldrig sina svagheter. Men hon har också en snällare och mjukare sida, vilket gör henne till en riktig tsundere-personlighet. Hon bär alltid runt på ett litet gosedjur i form av en kanin. |
| Ami och Mami Futami 双海亜美・真美 Futami Ami och Mami | 12    | Ami och Mami är ett par lekfulla tvillingar som tillsammans är en perfekt duett. Båda två gillar att härma och reta sina vänner, men Mami är lite mognare än Ami (trots att Ami är den äldre tvillingen.) Det enda sättet att se skillnad på dem är på deras frisyrer - Ami har sitt hår åt höger, Mami åt vänster - annars är de helt identiska. De använder det till sin fördel och turas om att uppträda, men bara under Amis namn.                                       |

### Studio 961 / Project Fairy
Project Fairy är grupp om tre idoler som introduceras i The Idolmaster SP, där de hör Studio 961, som är rivaler till Studio 765. I The Idolmaster Dearly Stars har de tre idolerna i Project Fairy lämnat Studio 961 och gått över till Studio 765.
| Namn                                 | Ålder | Beskrivning |
| ------------------------------------ | ----- | --- |
| Miki Hoshii 星井美希 Hoshii Miki     | 15    | Miki är en tjej som har väldigt lätt för sig. Hon har bra betyg i skolan trots att hon inte pluggar så mycket och hon är född vacker och alla pojkar blir kära i henne. Miki är något av en andra huvudkaraktär bland idolerna (bredvid Haruka) och hennes personlighet ändrar sig under spelseriens gång. I The Idolmaster SP hör hon till Studio 961 och är en rival till idolerna från Studio 765. Om Mikis bakgrund framgår att hon först hörde till Studio 765, men att hon inte var nöjd med hur de behandlar henne och bytte till Studio 961. I The Idolmaster Dearly Stars återkommer hon till Studio 765. |
| Hibiki Ganaha 我那覇響 Ganaha Hibiki | 15    | Hibiki hör i The Idolmaster SP till Studio 961 och är en rival till idolerna från Studio 765. Hon kommer från Okinawa och är en glad och energifull tjej som inte tänker så mycket på rivaliteten mellan idolerna. Hibiki har långt svart hår uppsatt i en hästsvans och hon klär sig oftast i sportiga kläder och bär stora örhängen. Hon har många husdjur (som hon ofta får springa och leta rätt på när de har sprungit bort), däribland en mus, en kanin, en hamster, en katt, en hund och en krokodil. I The Idolmaster Dearly Stars är hon en av Studio 765:s idoler.                                       |
| Takane Shijou 四条貴音 Shijou Takane | 17    | Takane hör i The Idolmaster SP till Studio 961 och är en rival till idolerna från Studio 765. Hon har en stor passion för musik, långt, vågigt vitt hår och ett lila hårband. Takane kommer från en rik familj och klär sig gärna i eleganta kläder och har en ganska snobbig attityd (precis som Iori, vilket gör att det ofta är spänt mellan dem). Hon är en av de smartare idolerna i spelet och kan prata flera olika språk. I The Idolmaster Dearly Stars är Takane en av Studio 765:s idoler. |

### Studio 876
Studio 876 är en produktionsstudio i The Idolmaster Dearly Stars. Tre nya idoler introduceras:
| Namn                               | Ålder | Beskrivning |
| ---------------------------------- | ----- | --- |
| Ai Hidaka 日高愛 Hidaka Ai         | 13    | Ai är en tjej som älskar att sjunga och som aldrig förlorar viljan att kämpa. Hennes mor Mai Hidaka var en av Japans största idoler, innan hon blev gravid med Ai. Studion vill därför marknadsföra henne som Mais dotter, men det vill inte Ai. Hon insisterar istället på att bli känd som idol genom eget arbete. Många fans ser Ai som en yngre version av Haruka,                                                |
| Eri Mizutani 水谷絵理 Mizutani Eri | 15    | Eri brukade vara en hikikomori och var känd på internet under namnet Ellie, innan hon fick kontakt med en producent som ville träffa henne och göra henne till en idol på riktigt. Hon tog mod till sig och träffade producenten och debuterade kort därefter som riktig idol. Hon är väldigt blyg utom för sina allra närmaste vänner.                                                                               |
| Ryo Akizuki 秋月涼 Akizuki Ryo     | 15    | Ryo är Ritsukos kusin. Han är dock mycket lugnare och tystare än hon. Trots att han är en kille framträder han som idol som en tjej. Detta beror på att Ryo när han först kom till studion fick ersätta en kvinnlig idol i ett framträdande. Han gjorde detta så bra att studion ville anställde honom som kvinnlig idol. Han försöker hålla det faktum att han egentligen är en kille hemligt för de andra idolerna. |